# Cortinarius lubricanescens
Cortinarius lubricanescens är en svampart som beskrevs av Soop 2001. Cortinarius lubricanescens ingår i släktet Cortinarius och familjen spindlingar.   Inga underarter finns listade i Catalogue of Life.